# Angel Kelly
Angel Kelly (Lansing, Míchigan; 7 de diciembre de 1962) es una actriz pornográfica estadounidense, de ascendencia afroestadounidense. Debutó en la industria pornográfica en 1985, con tan sólo 23 años de edad.
En 1996 hizo una aparición junto a Heather Hunter en el video musical de la canción "How Do U Want It" de Tupac Shakur.

## Premios y nominaciones
| Año  | Premio    | Resultado | Categoría                            | Trabajo |
| ---- | --------- | --------- | ------------------------------------ | ------- |
| 1989 | AVN Award | Nominada  | Best Actress - Shot-On-Video Feature |         |
| 2008 | AVN Award | Ganadora  |                                      |         |